# Oppsal Station
Oppsal Station (Oppsal stasjon) er en metrostation på Østensjøbanen på T-banen i Oslo.
Fra 1926 gik der sporvogn fra Vålerenga til Oppsal, der var endestation, indtil banen blev forlænget til Bøler i 1958. På den vestlige side lå der en vendesløjfe, der først blev fjernet, da sporvejen blev omdannet til T-bane i 1967.
I 2015 blev stationen ombygget til metrostandard med genåbning 10. januar 2016. I den forbindelse blev der etableret LED-belysning, læskure, cykelparkering og sti til Oppsal Alders og Sykehjem.